# Copa de la Princesa de Voleibol 2010
La Copa de la Princesa es una competición que se disputa en el voleibol a lo largo de dos días en una misma sede. La competición se lleva disputando durante varios años, siendo esta la III edición. En esta ocasión, el Pabellón Multifuncional de Bayas en Miranda de Ebro, España) acogerá un torneo cuya organización corrió a cargo del Real Grupo de Cultura Covadonga.

## Sistema de competición
La primera fase se lleva a cabo durante la primera ronda de la liga regular o Superliga 2. Los 3 equipos con mayor número de puntos se clasifican por la vía deportiva y el organizador. En caso de que este esté en esas tres plaza, también iría el cuarto clasificado.
Una vez dentro, los equipos juegan un torneo con formato de "Final Four" con semifinales y final. En las semifinales se enfrentan los primeros contra los segundos del otro grupo. Los finalistas se dan cita al día siguiente para conocer quién será el vencedor y por lo tanto el campeón de la competición oficial.

## Equipos participantes
Organizador:
· PDR Miranda
Equipos de esta edición:
· Nuchar Tramek Murillo
· CVB Barça
· Cantabria Infinita

## Cuadro de la Copa

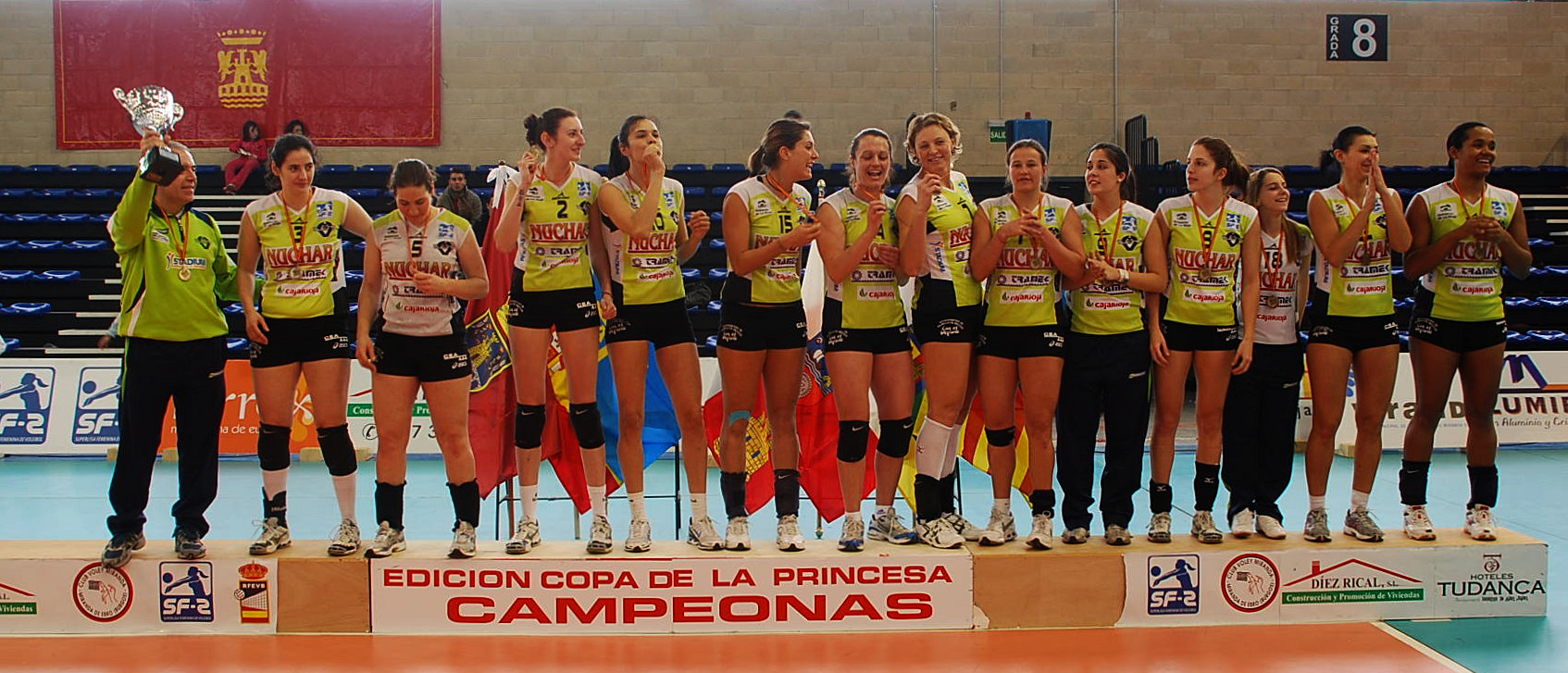
Nuchar Tramek Murillo. Campeón 2010.

|  | Semifinales | Semifinales           | Semifinales | Semifinales           | Semifinales | Semifinales | Semifinales |             |    | Final | Final | Final | Final | Final | Final | Final |  |
|  |             |                       |             |                       |             |             |             |             |    |       |       |       |       |       |       |       |  |
|  |             |                       |             |                       |             |             |             |             |    |       |       |       |       |       |       |       |  |
|  | 3           | PDR Miranda           | 25          | 25                    | 25          |             |             |             |    |       |       |       |       |       |       |       |  |
|  | 3           | PDR Miranda           | 25          | 25                    | 25          |             |             |             |    |       |       |       |       |       |       |       |  |
|  | 0           | CVB Barça             | 19          | 22                    | 16          |             |             |             |    |       |       |       |       |       |       |       |  |
|  | 0           | CVB Barça             | 19          | 22                    | 16          |             | 2           | PDR Miranda | 21 | 25    | 25    | 21    | 10    |       |       |       |  |
|  |             |                       |             |                       |             |             |             | PDR Miranda | 21 | 25    | 25    | 21    | 10    |       |       |       |  |
|  |             |                       | 3           | Nuchar Tramek Murillo | 25          | 18          | 17          | 25          | 15 |       |       |       |       |       |       |       |  |
|  | 3           | Nuchar Tramek Murillo | 3           | Nuchar Tramek Murillo | 25          | 18          | 17          | 25          | 15 | 19    | 25    | 25    | 20    | 15    |       |       |  |
|  | 3           | Nuchar Tramek Murillo |             |                       |             |             |             |             |    | 19    | 25    | 25    | 20    | 15    |       |       |  |
|  | 2           | Cantabria Infinita    | 25          | 19                    | 14          | 25          | 10          |             |    |       |       |       |       |       |       |       |  |
|  | 2           | Cantabria Infinita    | 25          | 19                    | 14          | 25          | 10          |             |    |       |       |       |       |       |       |       |  |
|  |             |                       |             |                       |             |             |             |             |    |       |       |       |       |       |       |       |  |

| Predecesor: Copa de la Princesa 2009 Monforte de Lemos | 'Copa de la Princesa 2010' Miranda de Ebro | Sucesor: Copa de la Princesa 2011 Salou |